# James E. Hansen

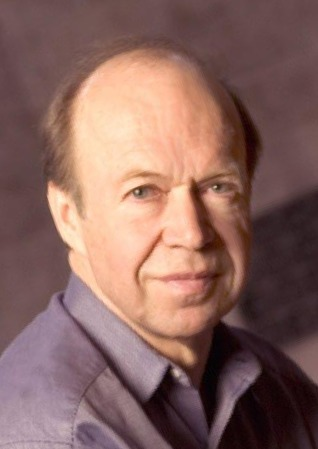
James Hansen (2005)

James E. Hansen (James Edward „Jim“ Hansen; * 29. März 1941 in Denison, Iowa) ist ein US-amerikanischer Klimaforscher. Von 1981 bis 2013 war er Direktor des Goddard Institute for Space Studies (GISS) der NASA und Professor für Erd- und Umweltwissenschaften an der Columbia University. Bekannt wurde Hansen besonders in den 1980ern als einer der ersten Wissenschaftler, der eindringlich vor den Gefahren der globalen Erwärmung warnte. Er beendete im April 2013 sein Engagement bei der NASA, um sich fortan vorrangig auf politischer und juristischer Ebene für die Verringerung von Treibhausgasemissionen einzusetzen. Er ist einer der Akteure in Nathaniel Richs Sachbuch Losing Earth (2019) über die Klimakrise.

## Ausbildung
Hansen erhielt 1963 einen Bachelor of Arts mit der höchsten Auszeichnung in Physik und Mathematik von der University of Iowa unter James Van Allen. 1965 graduierte er zum Master of Science in Astronomie, und 1967 erhielt er seinen Ph.D., ebenfalls von der University of Iowa. 1962 bis 1966 war Hansen Teilnehmer am Graduiertentraining der NASA. 1965 und 1966 war er Gaststudent am astrophysikalischen Institut an der University of Kyoto.

## Forschung
Als Collegestudent in Iowa wurde Hansen stark von der Weltraumforschung um Van Allen inspiriert. Ein Jahrzehnt später fokussierte er sich auf Planetenforschung, was ein Verständnis über den möglichen Klimawandel durch menschliche Einflüsse auf die Zusammensetzung der Erdatmosphäre einschloss.
Einer von Hansens Schwerpunkten war der Strahlungstransfer in Planetenatmosphären und hierbei besonders die Interpretation von Satellitendaten über die Erdatmosphäre und Erdoberfläche. Solche Daten bieten, wenn sie richtig analysiert werden, einen effektiven Weg zur Beobachtung globalen Umweltwandels auf der Erde.
Ein weiterer Schwerpunkt Hansens war die Entwicklung und Anwendung numerischer Klimamodelle zum besseren Verständnis des gegenwärtigen Klimas und der möglichen Auswirkungen der globalen Erwärmung.
1981 veröffentlichte James Hansen eine viel beachtete Studie, in der er die in den kommenden Jahrzehnten zu erwartenden Auswirkungen der vom Menschen verursachten Erhöhung der Kohlendioxidkonzentration in der Erdatmosphäre thematisierte. Vergleicht man seine damaligen Beschreibungen mit den heutigen Beobachtungen, so lässt sich Folgendes festhalten:
Hansen prognostizierte, dass sich die globalen Durchschnittstemperaturen in den 1990er Jahren so stark erhöht haben, dass sie sich klar vom natürlichen Rauschen der Messdaten abheben würden. Tatsächlich war im zweiten Sachstandsbericht des IPCC von 1995 erstmals zu lesen, dass es deutliche Hinweise darauf gibt, dass der Mensch das Klima der Erde beeinflusst (...discernable human influence on climate). Er erwartete im Zeitraum von 1980 bis 2010 eine Erwärmung zwischen 0,28 und 0,45 Grad, was etwas unterhalb der beobachteten Erwärmung von 0,48 Grad liegt. Er erwartete, dass sich in Regionen in Nordamerika und Asien ausgeprägte Dürren zeigen würden. In Kalifornien war von 2011 bis 2017 tatsächlich eine auch im Vergleich zur vorangegangenen Dürreperiode extreme Dürre zu beobachten. Außerdem erwartete er einen fortschreitenden Zerfall des westantarktischen Eisschildes. Tatsächlich wurde in den ersten Jahren des 21. Jahrhunderts ein schneller Zerfall des Larsen-Schelfeises und anderer Eismassen beobachtet. Die von ihm ebenfalls erwartete Öffnung der Nordwestpassage trat ebenfalls ein, und zwar erstmals im Jahr 2007. Als Reaktion auf die Studie kürzte ihm das Energieministerium der neu ins Amt gekommenen Reagan-Regierung die Forschungsgelder auf die Hälfte, worauf Hanson die Hälfte seiner wissenschaftlichen Mitarbeiter entlassen und seine wissenschaftlichen Projekte auf ein Mindestmaß reduzieren musste.
2008 veröffentlichte Hansen eine Studie, die besagt, dass der Gehalt von Kohlenstoffdioxid in der Erdatmosphäre einen Wert von 350 parts per million (ppm) nicht dauerhaft überschreiten dürfe, wenn das 2-Grad-Ziel noch erreicht und ein Kippen des globalen Klimasystems mit potentiell irreversiblen Folgen verhindert werden solle. Daher müsse der Wert von damals bereits ca. 385 ppm durch „negative Emissionen“ auf 350 ppm reduziert werden. Mit Stand 2024 liegt der Wert bei ca. 420 ppm.
Im Dezember 2022 warnten Hansen, Makiko Sato et al. vor einer gefährlichen, kurzfristigen Zuspitzung der Erderhitzung. Sie bezogen sich auf eine dann im November 2023 von Ihnen veröffentlichten im Studie mit dem Titel „Global warming in the Pipeline“, in der – verglichen mit den letzten fünfzig Jahren – eine Verdoppelung der Erwärmungsrate ermittelt wurde. Die Gleichgewichts-Klimasensitivität bei Berücksichtigung schnell wirkender Feedbacks geben sie – entgegen dem, was das IPCC veröffentlicht hat – mit einem Wert von 4,8 °C bei Verdoppelung der Kohlenstoffdioxid-Konzentration an. Das Zwei-Grad-Ziel würde unter den aktuellen geopolitischen Rahmenbedingungen demnach noch vor dem Jahr 2050 überschritten. Sie begründen dies mit einem in bisherigen Untersuchungen unterschätzten kühlenden Effekt von Schwefeldioxid-Aerosolen.
Jüngere Arbeiten Hansens weisen insbesondere auf die laut Wetteraufzeichnungen schneller als in Klimamodellen prognostiziert erfolgende Erderwärmung hin, was bisher als Worst-Case-Szenarios angenommene Verläufe wahrscheinlich mache.

## Politische Aktivitäten

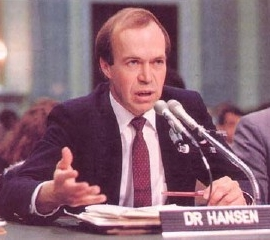
James Hansen bei seiner Rede vor dem Energy and Natural Resources Committee im Jahr 1988

Am 23. Juni 1988 trat Hansen auf Veranlassung des demokratischen Senators Tim Wirth vor dem Energy and Natural Resources Committee des US-Senats auf und erklärte, die globale Erwärmung werde mit „99-prozentiger Wahrscheinlichkeit“ nicht durch natürliche Schwankungen, sondern durch vom Menschen emittierte Treibhausgase verursacht. Dazu hatte er drei verschiedene Projektionen für die globale Temperaturentwicklung erstellt, die jeweils auf unterschiedlichen Szenarien für den weltweiten Kohlenstoffdioxidausstoß basierten. Neben einem Szenario mit keinen Klimaschutzmaßnahmen präsentierte er ein Szenario mit sehr starkem Klimaschutz sowie eines, das zwischen den beiden anderen lag. Bereinigt um die Effekte des Montreal-Protokolls, durch das die Produktion von die Ozonschicht schädigenden starken Treibhausgase stark eingeschränkt wurde, lag Hansens mittleres Szenario nach 30 Jahren sehr nah an der realen Entwicklung des Weltklimas. Von Klimaleugnern wurden Hansens Aussagen (Stand 2018) oft falsch dargestellt oder verdreht. Ein Beispiel hierfür war ein Rosinenpicken durch Patrick Michaels, bei der er Hansens ursprüngliche Aussage vor dem US-Senat falsch wiedergab. So führte Michaels nur die extremste von Hansens Projektionen an, ignorierte die beiden anderen vollständig und behauptete anschließend, Hansen hätte sich um 300 Prozent geirrt.
Im Dokumentarfilm Eine unbequeme Wahrheit vom Jahr 2006 gibt es eine kurze Sequenz über eine Anhörung Hansens durch Al Gore am 8. Mai 1989. Gore kritisiert Hansen für einen offensichtlichen Widerspruch in seinen Angaben, worauf Hansen angibt, dass der letzte Absatz in einem seiner Texte nicht von ihm stamme, sondern von jemand anderem hinzugefügt worden sei.

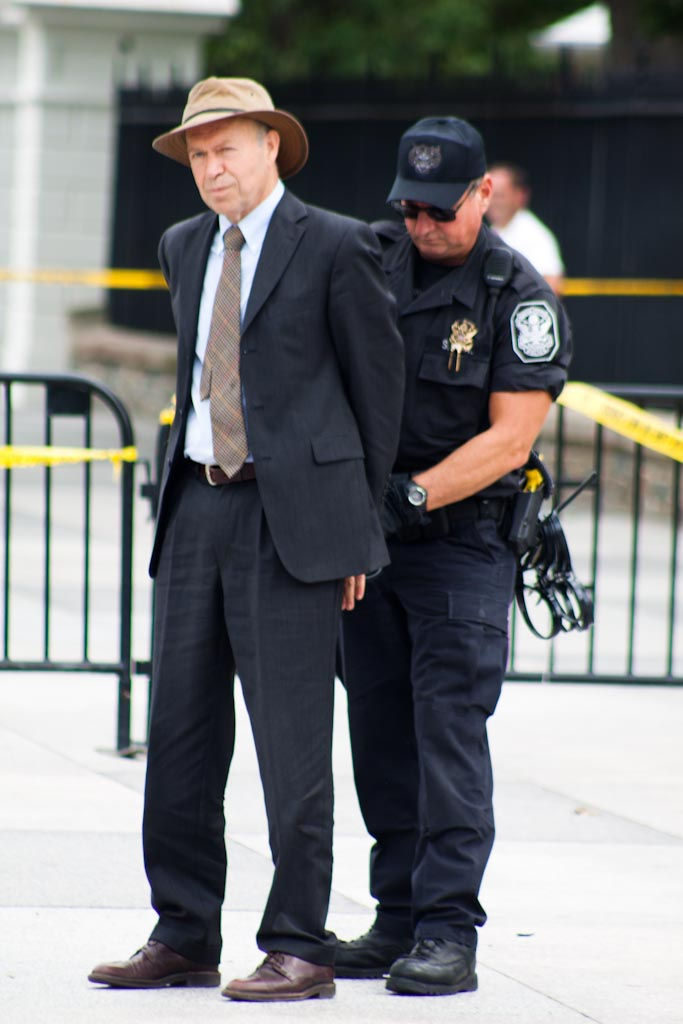
Verhaftung Hansens anlässlich einer Demonstration am Weißen Haus 2011

2005 und 2006 warf er der Regierung unter Präsident George W. Bush und dem von ihr eingesetzten NASA-Leiter Sean O’Keefe wiederholt den Versuch vor, seine öffentlichen Stellungnahmen über die Ursachen der globalen Erwärmung zu beeinflussen. Nach Hansens Angaben wurden Angestellte aus dem Bereich der Öffentlichkeitsarbeit dazu angewiesen, seine Stellungnahmen und Interviewäußerungen zu überprüfen, und die Bush-Regierung habe klimabezogene Presseerklärungen nachträglich bearbeitet, um die globale Erwärmung weniger bedrohlich erscheinen zu lassen. Er sei nicht in der Lage, „frei“ zu sprechen, ohne eine Gegenreaktion von anderen Regierungsangestellten zu erhalten. Bei einem seiner öffentlichen Auftritte, übertragen vom Fernsehsender CBS, sagte er: „In meinen mehr als drei Jahrzehnten im Staatsdienst habe ich niemals solche Restriktionen bei der Kommunikation von Wissenschaftlern mit der Öffentlichkeit erlebt.“
2008 forderte er, Manager von Öl- und Montanfirmen einschließlich der CEOs von ExxonMobil und Peabody Coal wegen „Hochverrats gegen Mensch und Natur“ anzuklagen. Sie hätten sich ähnlich gegen die Lehre von der globalen Erwärmung gewehrt, wie die Tabakindustrie die Beziehung von Rauchen und Krebs vertuschen wollte.
Ab 2009 engagiert sich Hansen unter anderem auch gegen Mountaintop removal mining in Raleigh County in West Virginia und wurde dabei wie bei anderen Aktionen mehrmals verhaftet.
Hansen ist Botschafter der Klimaschutzorganisation 350.org, deren Namen auf seine Studie zum „sicheren Limit“ des CO2-Gehaltes in der Atmosphäre zurückgeht. Um dies zu erreichen, fordert er im Jahr 2010 die Einführung eines Fee-and-dividend-Systems zur CO2-Reduktion.
Im Februar 2012 hielt er eine Rede auf der TED-Konferenz.
2013 forderte Hansen in einem offenen Brief gemeinsam mit den Kollegen Ken Caldeira, Kerry Emanuel und Tom Wigley eine „Rückbesinnung auf die Kernkraft“, da der Widerstand gegen Atomkraftwerke den Kampf gegen den Klimawandel gefährden würde. Die Wissenschaftler appellierten an Politiker und Umweltschutzorganisationen weltweit, sich für die Entwicklung sicherer Atomkraftwerke einzusetzen. „Es gibt keinen realistischen Weg zur Stabilisierung des Klimas, der ohne einen substantiellen Anteil an Kernenergie auskommt“, schreiben die Wissenschaftler in ihrem Brief. Die Risiken der Kernenergie seien jedoch „um Größenordnungen kleiner“ als die Gefahren, die von der Nutzung fossiler Energien ausgingen. In der Debatte über die künftige Energiepolitik sollten Fakten entscheiden, nicht Emotionen, forderten Hansen und Kollegen. Er verglich in einer 2013 erschienenen Studie die Risiken nuklearer und fossiler Energieträger und sprach sich dabei für die Kernenergie als im Vergleich zur Nutzung fossiler Energien deutlich risikoärmere und emissionsärmere Technologie aus.
James Hansen tritt als Nebenkläger auf in einem Gerichtsverfahren zum Klimawandel gegen die USA, vertreten durch ihren Präsidenten, welches eine Gruppe von 21 Kindern und Jugendlichen 2015 angestrengt hat, darunter seine Enkelin Sophie (umgangssprachlich Climate-Kids („Klima-Kinder“)). Vertreten wird die Gruppe von der Mitbegründerin der Nichtregierungsorganisation Our Children's Trust Julia Olson. Im November 2016 bestätigte das Bezirksgericht Eugene (Oregon), dass die Jugendlichen ein mit der US-Verfassung garantiertes Recht auf ein stabiles Klimasystem mit einem gesunden, freien und gedeihlichen Leben für sie und ihre Nachkommen hätten und ließ so die Klage offiziell zu; der Beginn der Hauptverhandlung war zunächst auf den 5. Februar 2018 festgesetzt, wurde aber aufgrund eines Berufungsantrags der Trump-Administration vor dem US-Bundesberufungsgericht zurückgestellt. Am 7. März 2018 entschied das Berufungsgericht ebenfalls, dass die Klage zulässig sei, am 12. April 2018 setzte das Bezirksgericht Oregon den Verhandlungstermin neu auf den 29. Oktober des Jahres fest.

## Ehrungen und Auszeichnungen
Hansen wurde 1996 in die National Academy of Sciences gewählt; 2001 gewann er den prestigeträchtigen Heinz Environment Award für seine Forschungen um den Klimawandel und wurde im selben Jahr von der American Geophysical Union mit der Roger Revelle Medal geehrt; im Jahr 2007 erhielt er den mit einer Million US-Dollar dotierten Dan-David-Preis sowie den Leo Szilard Lectureship Award der American Physical Society (APS). Seit 1999 ist er auswärtiges Mitglied der Academia Europaea.
Im Jahr 2013 wurde Hansen der Ridenhour Courage Prize verliehen in Anerkennung dafür, dass er „mutig und drängend die Wahrheit über den Klimawandel ausspricht und dies sogar tat, als die Bush-Regierung versuchte, ihn als Direktor des Goddard Institute for Space Studies zum Schweigen zu bringen und zu bestrafen.“ Für 2016 wurde ihm der BBVA Foundation Frontiers of Knowledge Award zugesprochen.
Für 2018 wurde Hansen der Tang Prize für nachhaltige Entwicklung zugesprochen.

## Veröffentlichungen
- mit Taro Takahashi (Hrsg.): Climate Processes and Climate Sensitivity. American Geophysical Union, 1984, ISBN 0-87590-404-1.
- mit Mannava V. K. Sivakumar (Hrsg.): Climate prediction and agriculture: Advances and Challenges. Springer, 2007, ISBN 3-540-44650-8.
- Storms of My Grandchildren: The Truth about the Coming Climate Catastrophe and Our Last Chance to Save Humanity. Bloomsbury, 2009, ISBN 978-1-60819-200-7.
  - Offizielle Website zum Buch